# Carlos Coelho (football)
Pour les articles homonymes, voir Carlos Coelho et Coelho.
Carlos Coelho, de son nom complet Carlos João Pinho Coelho, est un footballeur portugais né le 10 avril 1954 à Lisbonne. Il évoluait au poste d'arrière droit.

## Biographie

### En club
Formé dans le club de l'Atlético Portugal, il découvre les terrains professionnels en première division portugaise lors de la saison 1972-1973,.
En 1977, il rejoint le club du Sporting Espinho avec lequel il joue pendant quatre saisons,.
De 1981 à 1984, il évolue dans le club du Portimonense SC,.
Après un passage à l'Estrela da Amadora de 1984 à 1987, il raccroche les crampons en 1989 au CD Cova da Piedade,.
Il dispute 228 matchs pour deux buts marqués en première division portugaise,.

### En équipe nationale
International portugais, il reçoit trois sélections en équipe du Portugal entre 1982 et 1983 toutes disputées dans le cadre d'amicaux.
Il débute en sélection le 24 mars 1982 contre la Grèce (victoire 2-1 à Néa Filadélfia).
Le 20 janvier 1982, il dispute une rencontre contre la Suisse (défaite 1-2 à Lugano).
Son dernier match est disputé le 8 juin 1983 contre le Brésil (défaite 0-4 à Coimbra).